# Mistrovství České republiky v cyklokrosu 2016
Mistrovství České republiky v cyklokrosu 2016 se konalo v sobotu 9. ledna 2016 v Kolíně.
Závodu mužů se zúčastnili závodníci kategorií elite a do 23 let. Závodní okruh měřil 2 900 m. Muži ho absolvovali devětkrát a ženy šestkrát. Startovalo 30 mužů a 15 žen.

## Přehled muži
| Poř.             | Jméno               | Čas        |
| ---------------- | ------------------- | ---------- |
| Zlatá medaile    | Radomír Šimůnek ml. | 1:01:31 h  |
| Stříbrná medaile | Michael Boroš       | + 0:10 min |
| Bronzová medaile | Adam Ťoupalík       | + 0:20 min |
| 4                | Tomáš Paprstka      | + 1:05 min |
| 5                | Lubomír Petruš      | + 1:35 min |
| 6                | Jan Nesvadba        | + 1:45 min |

## Přehled ženy
| Poř.             | Jméno               | Čas        |
| ---------------- | ------------------- | ---------- |
| Zlatá medaile    | Martina Mikulášková | 46:32 min  |
| Stříbrná medaile | Pavla Havlíková     | + 0:10 min |
| Bronzová medaile | Nikola Nosková      | + 0:16 min |
| 4                | Jana Czeczinkarová  | + 1:36 min |
| 5                | Karla Štěpánová     | + 1:36 min |
| 6                | Denisa Lukešová     | + 3:07 min |